# Nomofilaco
Il nomofilaco (in greco antico: νομοφύλαξ?, nomophýlax, letteralmente "ispettore delle leggi") nell'antica Atene era un magistrato che ricopriva un'alta carica pubblica: il suo lavoro consisteva nel controllare che non venisse proposta alcuna mozione incostituzionale e nel punire quelle che non rispettavano la costituzione; aveva anche il compito di proteggere e custodire le leggi. Più in generale, il nomofilaco dovevano difendere l'ordine stabilito delle cose, evitando troppo affrettati impulsi di innovazione.
C'erano nomofilaco in diverse zone dell'antica Grecia: Abdera, Milasa, Calcedonia e Corcira. Cariche equivalenti, ma con nomi differenti, erano presenti in altre poleis: νομοδεῖκται (nomodéiktai) ad Andania, θεσμοφύλακες (thesmofúlakes) ad Elis. A Sparta, invece, vi erano cinque nomofilaci e un grammatophylax (in greco antico: γραμματοφύλαξ?, "custode dei documenti ufficiali"), il quale secondo alcune fonti è definito come loro superiore, e quindi il numero totale di questi magistrati era equivalente a sei.
Ad Atene la supervisione sulle leggi era, in origine, compito dell'Areopago, ma quando Efialte tolse a questo organismo ogni potere sembrò necessario introdurre una nuova magistratura che si occupasse di custodire le leggi, proteggesse l'ordine della città ed evitasse improvvise o repentine legislazioni frutto di proteste o rivolte e completamente incostituzionali. Venne istituito quindi un corpo di sette nomofilaci, che venivano eletti annualmente, che sedevano accanto ai proedri all'Ecclesia e alla Boulé. I nomofilaci furono aboliti durante l'arcontato di Euclide (404/403 a.C.), quando l'Areopago recuperò i suoi ruoli di supervisione delle leggi. In seguito questi magistrati vennero ripristinati da Demetrio Falereo, ma i loro compiti furono molto ridotti, dato che la loro magistratura era stata di fatto sostituita dalla graphe paranomon. Proprio per questo motivo, forse, ci sono arrivate pochissime notizie precise sui nomofilaci.